# Maruri-Jatabe
Maruri-Jatabe – gmina w Hiszpanii, w prowincji Biskaja, w Kraju Basków, o powierzchni 15,89 km². W 2011 roku gmina liczyła 961 mieszkańców.